# Слободка (Кингисеппский район)
Слободка (ижор. Säätinä) — деревня в Вистинском сельском поселении Кингисеппского района Ленинградской области.

## История
Упоминается как деревня Saduiua Slobotka by в Каргальском погосте (западной половине) в шведских «Писцовых книгах Ижорской земли» 1618—1623 годов.
На карте Ингерманландии А. И. Бергенгейма, составленной по шведским материалам 1676 года, она обозначена как деревня Sådinaby.
На шведской «Генеральной карте провинции Ингерманландии» 1704 года — Sädina.
Деревня Слобода упомянута на карте Ингерманландии А. Ростовцева 1727 года.
Как деревня Слоботка она обозначена на карте Санкт-Петербургской губернии Я. Ф. Шмидта 1770 года.
На карте Санкт-Петербургской губернии Ф. Ф. Шуберта 1834 года упоминается деревня Слободка, состоящая из 34 крестьянских дворов.

СЛОБОДКА — деревня принадлежит майорше Ермаковой, число жителей по ревизии: 47 м. п., 55 ж. п. (1838 год)

В пояснительном тексте к этнографической карте Санкт-Петербургской губернии П. И. Кёппена 1849 года она записана как деревня Sädinä (Слободка) и указано количество её жителей на 1848 год: эвремейсов — 7 м. п., 9 ж. п., всего 16 человек, ижоры — 122 м. п., 120 ж. п., всего 242 человека. Ижоры относились к православному Сойкинскому Николаевскому приходу, эвремейсы — к лютеранскому приходу Сойккола.
На карте профессора С. С. Куторги 1852 года отмечена одна деревня Слободка из 34 дворов.

СЛОБОДКА — деревня жены майора Ермаковой, 10 вёрст по почтовой, а остальное по просёлкам, число дворов — 11, число душ — 51 м. п. 

СЛОБОДКА — деревня Ораниенбаумского дворцового ведомства, 10 вёрст по почтовой, а остальное по просёлкам, число дворов — 21, число душ — 75 м. п. (1856 год)

СЛОБОДКИ I-я — деревня, число жителей по X-ой ревизии 1857 года: 53 м. п., 51 ж. п., всего 104 чел.

СЛОБОДКИ II-я — деревня, число жителей по X-ой ревизии 1857 года: 85 м. п., 85 ж. п., всего 170 чел.

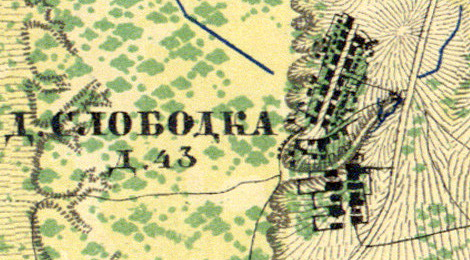
Деревня Слободка на карте 1860 года

Согласно «Топографической карте частей Санкт-Петербургской и Выборгской губерний» в 1860 году деревня Слободка состояла из 43 крестьянских дворов.

СЛОБОДКА — деревня владельческая при Финском заливе и колодцах, число дворов — 20, число жителей: 57 м. п., 59 ж. п.; Часовня.
 
СЛОБОДКА (СЯДЕНА) — деревня дворцового ведомства при Финском заливе и колодцах, число дворов — 26, число жителей: 87 м. п., 90 ж. п.; Часовня. (1862 год)

В 1866 году временнообязанные крестьяне деревни выкупили свои земельные наделы у Ф. В. фон Шредерс и стали собственниками земли.

СЛОБОДКИ I-я — деревня, по земской переписи 1882 года: семей — 23, в них 56 м. п., 59 ж. п., всего 115 чел.

СЛОБОДКИ II-я — деревня, по земской переписи 1882 года: семей — 33, в них 88 м. п., 98 ж. п., всего 186 чел.

СЛОБОДКИ I-я — деревня, число хозяйств по земской переписи 1899 года — 26, число жителей: 72 м. п., 80 ж. п., всего 152 чел.; разряд крестьян: бывшие владельческие; народность: все финская

СЛОБОДКИ II-я — деревня, число хозяйств по земской переписи 1899 года — 34, число жителей: 131 м. п., 124 ж. п., всего 255 чел.; разряд крестьян: бывшие удельные; народность: русская — 39 чел., финская — 216 чел.

В конце XIX — начале XX века деревни административно относились к Лужицкой волости 2-го стана Ямбургского уезда Санкт-Петербургской губернии. Население деревень было исключительно ижорским.
По данным «Памятной книжки Санкт-Петербургской губернии» за 1905 год деревни назывались Слободка 1-я и Слободка 2-я (Сядена).
В 1917 году деревни Слободка 1 и Слободка 2 входили в состав Лужицкой волости Ямбургского уезда.
С 1917 по 1927 год деревни входили в состав Слободского сельсовета Сойкинской волости Кингисеппского уезда.
Согласно данным переписи населения СССР 1926 года в деревне Слободка I проживал 151 человек, большинство ижоры, а также русские; в деревне Слободка II — 225 человек, все ижоры.
С 1927 года в составе Котельского района.
С 1928 года в составе Косколовского сельсовета. В 1928 году население деревень Слободка 1 и Слободка 2 составляло 377 человек.

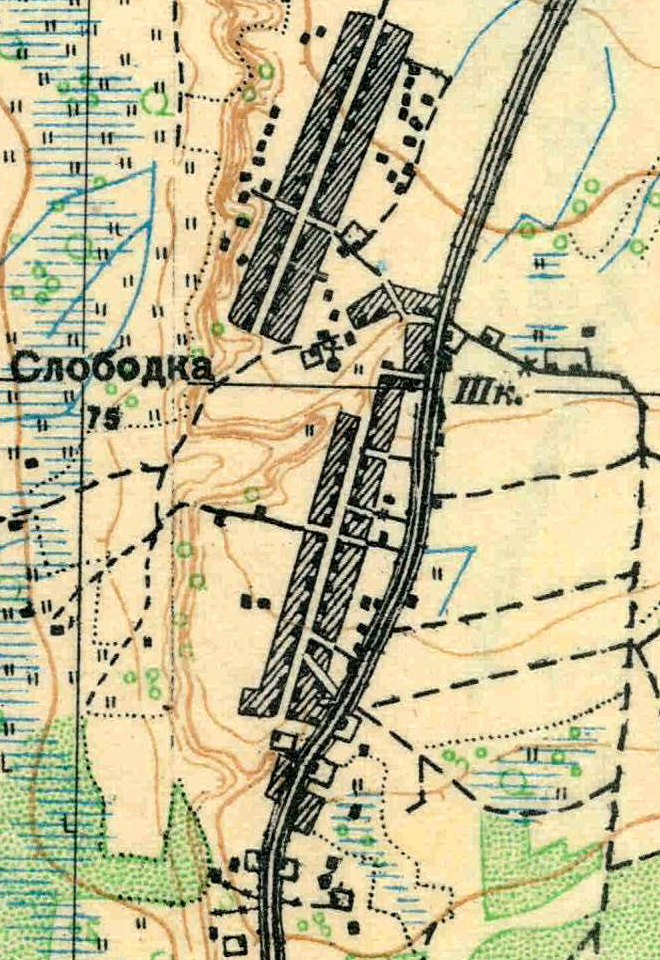
План деревни Слободка. 1930 год

Согласно топографической карте 1930 года деревня насчитывала 75 дворов, в центре деревни находились часовня и школа.
С 1931 года в составе Сойкинского сельсовета Кингисеппского района.
По данным 1933 года в состав Сойкинского сельсовета Кингисеппского района входили две деревни: Слободка I и Слободка II.
Деревня была освобождена от немецко-фашистских оккупантов 1 февраля 1944 года.
В 1958 году население деревни Слободка составляло 179 человек.
По данным 1966, 1973 и 1990 годов деревня Слободка также входила в состав Сойкинского сельсовета Кингисеппского района.
В 1997 году в деревне Слободка проживали 35 человек, в 2002 году — 36 человек (русские — 89 %), деревня входила в состав Сойкинской волости с административным центром в деревне Вистино, в 2007 году — вновь 35 человек.

## География
Деревня расположена в северной части района на автодороге А180 (E 20) (Санкт-Петербург — Ивангород — граница с Эстонией) «Нарва».
Расстояние до административного центра поселения — 8 км.
Расстояние до железнодорожной платформы Косколово — 7 км.
Деревня находится на Сойкинском полуострове.

## Демография
| 1862 | 2007 | 2010 | 2017 |
| ---- | ---- | ---- | ---- |
| 299  | ↘35  | →35  | ↘25  |

### Национальный состав
Согласно данным Всероссийской переписи населения 2021 года в деревне проживали 13 человек, из них:
 русские — 7, ижорцы — 4, финны-ингерманландцы — 2 человека.

## Фото

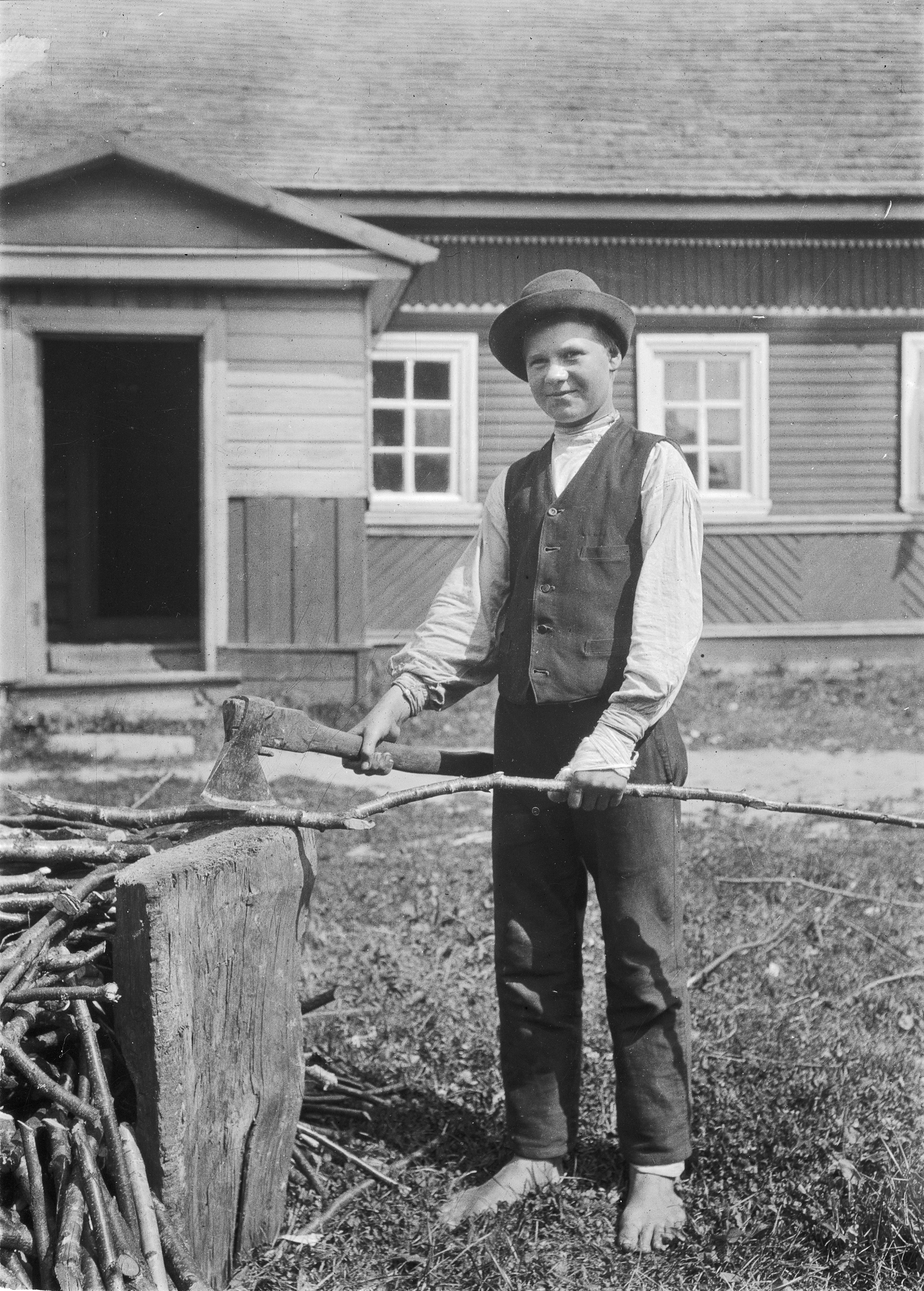
Деревня Слободка. Агафон Савастин. 1914 год

## Улицы
Каштановая, Малый переулок, Портовая, Рыбацкая, Ясеневая.